# مورسنگ‌چشم دم‌نواری
مورسنگ‌چشم دم‌نواری (نام علمی: Thamnophilus melanothorax) گونه‌ای از پرندگان خانواده مورچه‌مرغان است که بیشتر در گویان شرقی سورینام و گویان فرانسه یافت می‌شود. همچنین برزیل، گویان، و مناطق اقیانوس اطلس حوضه آمازون، و برخی از مناطق محلی بالادست آمازون. زیستگاه طبیعی آن باتلاق‌های نیمه‌گرمسیری یا گرمسیری است.